# 2021年のバレンシアグランプリ
2021年のバレンシアグランプリは、ロードレース世界選手権の2021年シーズン最終戦として、11月12日から14日までスペインのバレンシア・サーキットで開催された。